# Hl. Familie (Oeventrop)

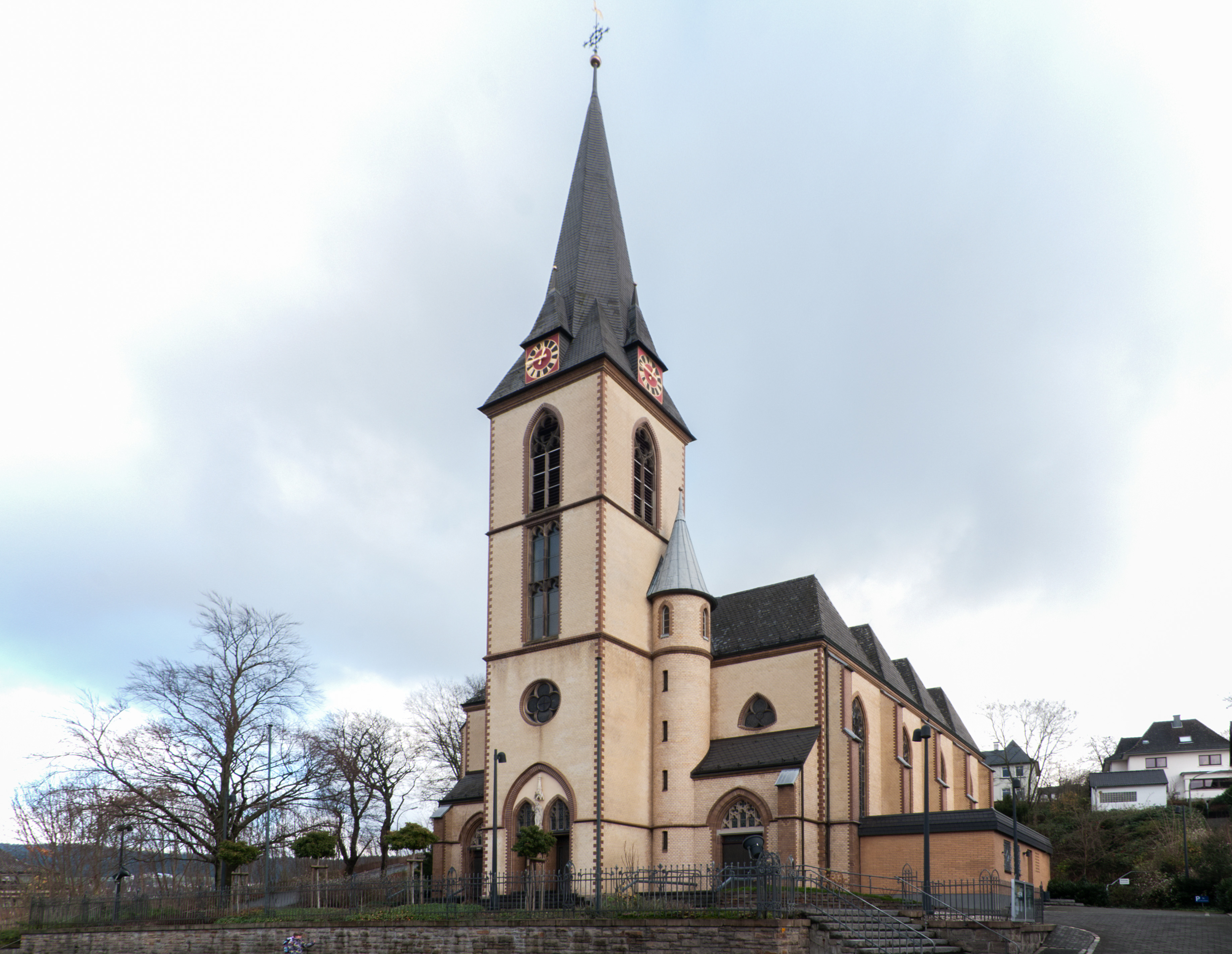
Pfarrkirche Hl. Familie

Die katholische Pfarrkirche Hl. Familie ist ein Kirchengebäude in Oeventrop, einem Stadtteil von Arnsberg, im Hochsauerlandkreis in Nordrhein-Westfalen.

## Geschichte und Architektur
Die Kirche wurde von 1898 erbaut; sie ist dreischiffig mit vorgesetztem rechteckigen Turm. Der Entwurf stammt von dem Paderborner Dombaumeister Arnold Güldenpfennig. Ihre Benediktion erhielt sie am 21. März 1899. Bis dahin hatte es im Dorf keine Kapelle oder Kirche gegeben. Die Gläubigen wurden vorher von der Pfarrkirche Wedinghausen in Arnsberg und seit 1859 von der Pfarrkirche Rumbeck betreut. Der jeweilige Kaplan der Mutterpfarrei Rumbeck wohnte seit 1900 in Oeventrop. 1906 erhielt die Gemeinde die Rechte einer Filialkirchengemeinde mit eigener Vermögensverwaltung. Selbstständige Pfarrei wurde Oeventrop 1921.
Das Gebäude wurde mehrfach renoviert. Bei den Arbeiten 1969 ging der neugotische Stil fast vollständig verloren. Bei Renovierungsarbeiten im Jahr 1993 wurde ein Hängekreuz im Altarraum angebracht. Der alte Kreuzweg wurde wieder aufgenommen und die Madonna wurde an ihrem ursprünglichen Platz wieder aufgestellt.

## Ausstattung
- Der Hochaltar wurde während der Kirchenerneuerung 1969 aufgestellt. In ihm sind die Reliquien der Heiligen Eoban und Adelar (auch Adalar und Adolar) eingefügt. Diese waren auch schon Bestandteil des alten Altares von 1899.
- Die Skulptur Madonna mit Kind steht an der Stirnseite des rechten Seitenschiffes. Sie wurde 1923 gekauft. Im Zuge der Kirchenrenovierung von 1969 wurde der Marienaltar entfernt und sie wurde in der Sakristei untergebracht. Heute befindet sie sich wieder am früheren Platz.
- Die schmerzhafte Mutter soll der Gefallenen des Ersten Weltkrieges gedenken, sie steht unter dem Turm.
- Die heilige Familie ist eine Bronzeplastik des Künstlers Erich Jaekel aus Frankfurt. Das Halbrelief befindet sich seit 1975 in der Kirche. Eine weitere Darstellung der Hl. Familie befindet sich im Mittelfenster des Chorraumes. Beide Darstellungen weisen auf das Patrozinium hin.
- Der Glasbildner Wilhelm Buschulte schuf zwei Chorfenster. Die anderen neugotischen Fenster wurden vom Dombaumeister Güldenpfennig konzipiert, ausgeführt wurden sie von der Glasmalerwerkstatt Hertel und Lersch in Düsseldorf. Die Fenster wurden durch Kriegseinwirkung stark beschädigt. Sie wurden um 1949 komplett ausgebaut und wieder eingesetzt. Im Zuge der Renovierung 1969 wären sie fast zum Opfer gefallen. Wilhelm Buschulte erklärte: Die Kirchenfenster im Nazarener-Stil passen zur neugotischen Kirche und sind von solcher Güte, dass eine Herausnahme und eine Neugestaltung abzulehnen sind. Ein weiteres Mal wurden sie 1976 ausgebaut und neu eingebleit, sowie mit einer Schutzverglasung versehen. Die Fenster zeigen biblische Gestalten und Heilige sowie die Heilige Familie.
- Das Hängekreuz im Altarraum wurde 1984 eingeweiht. Anfangs war es an der Stirnseite des rechten Seitenschiffes platziert. 1993 wurde es in den Mittelpunkt der Kirche gehängt. Es stammt aus dem Grödner Tal und wurde von Vinzenz Demetz nach dem Vorbild des Kreuz von San Damiano in Assisi gearbeitet. Die Kreuzbalken sind aus heimischer Eiche hergestellt.[2]
- Das Geläut besteht aus vier Glocken, gestimmt auf das Salve-Regina-Motiv c1, e1, g1 und a1. Die drei großen Glocken wurden 1946 gegossen, die kleine Glocke 1899.

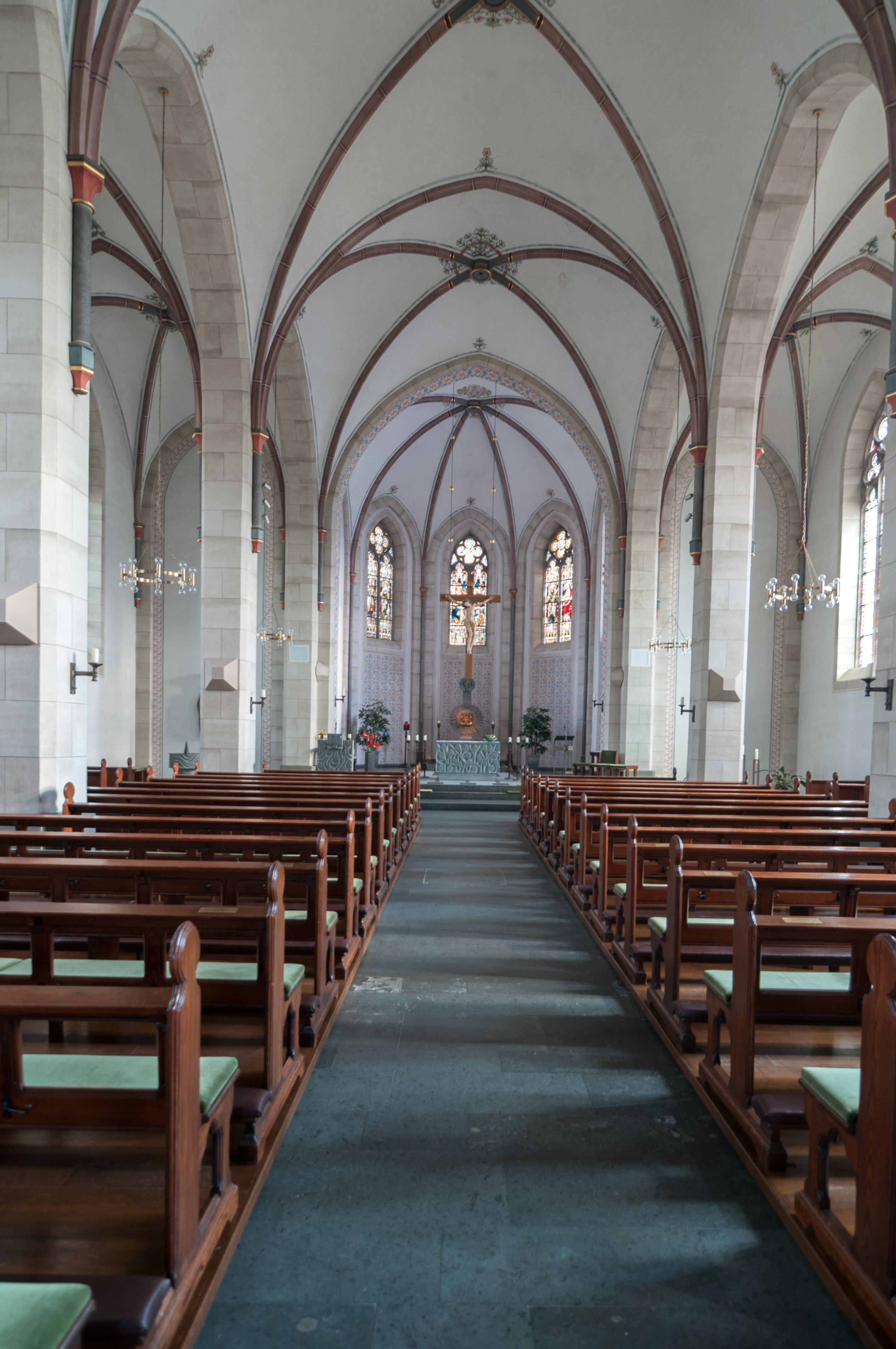
Hl. Familie, Mittelschiff
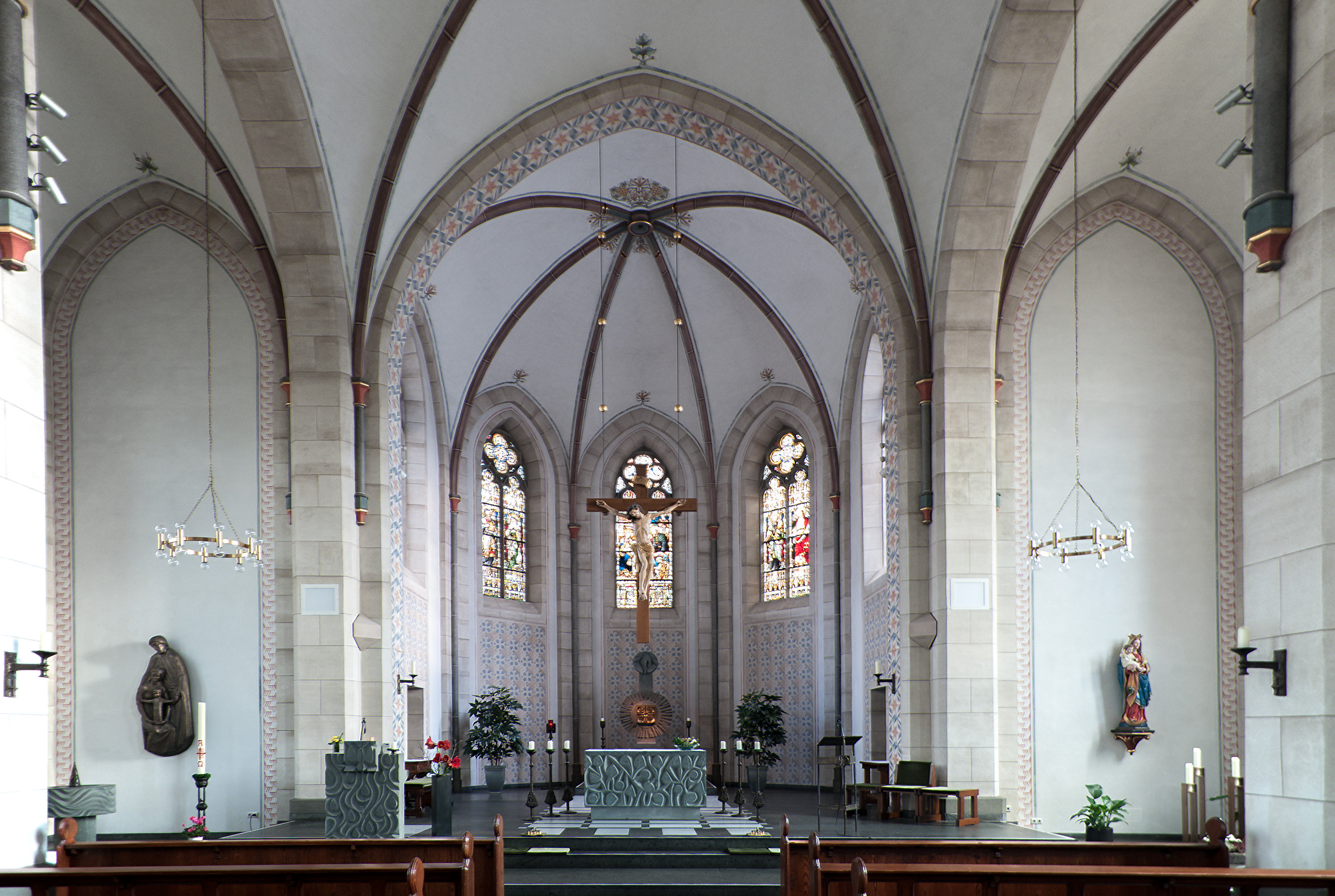
Hl. Familie, Chor und Skulpturen i.d. Seitenschiffen
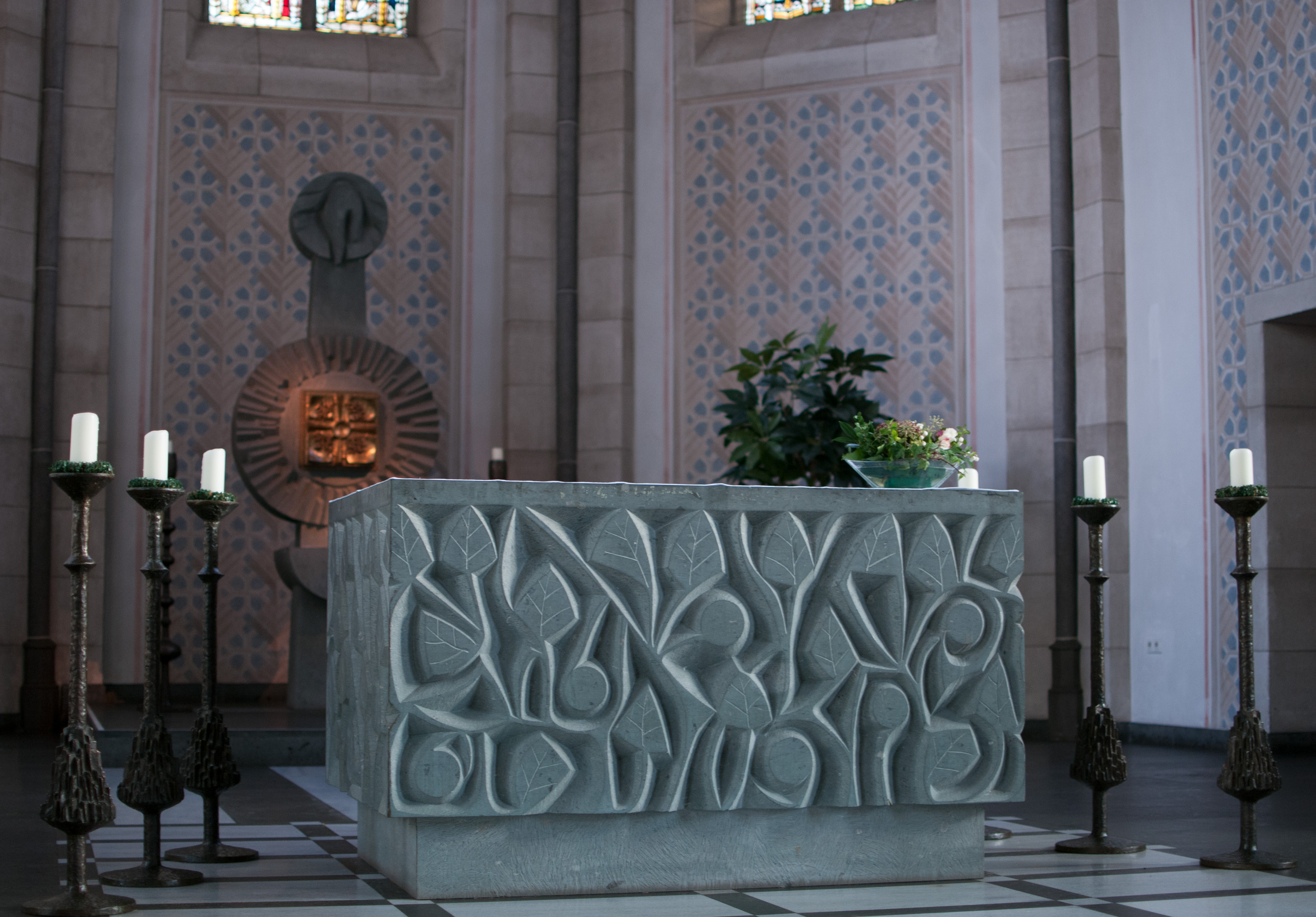
Hl. Familie, Altarraum
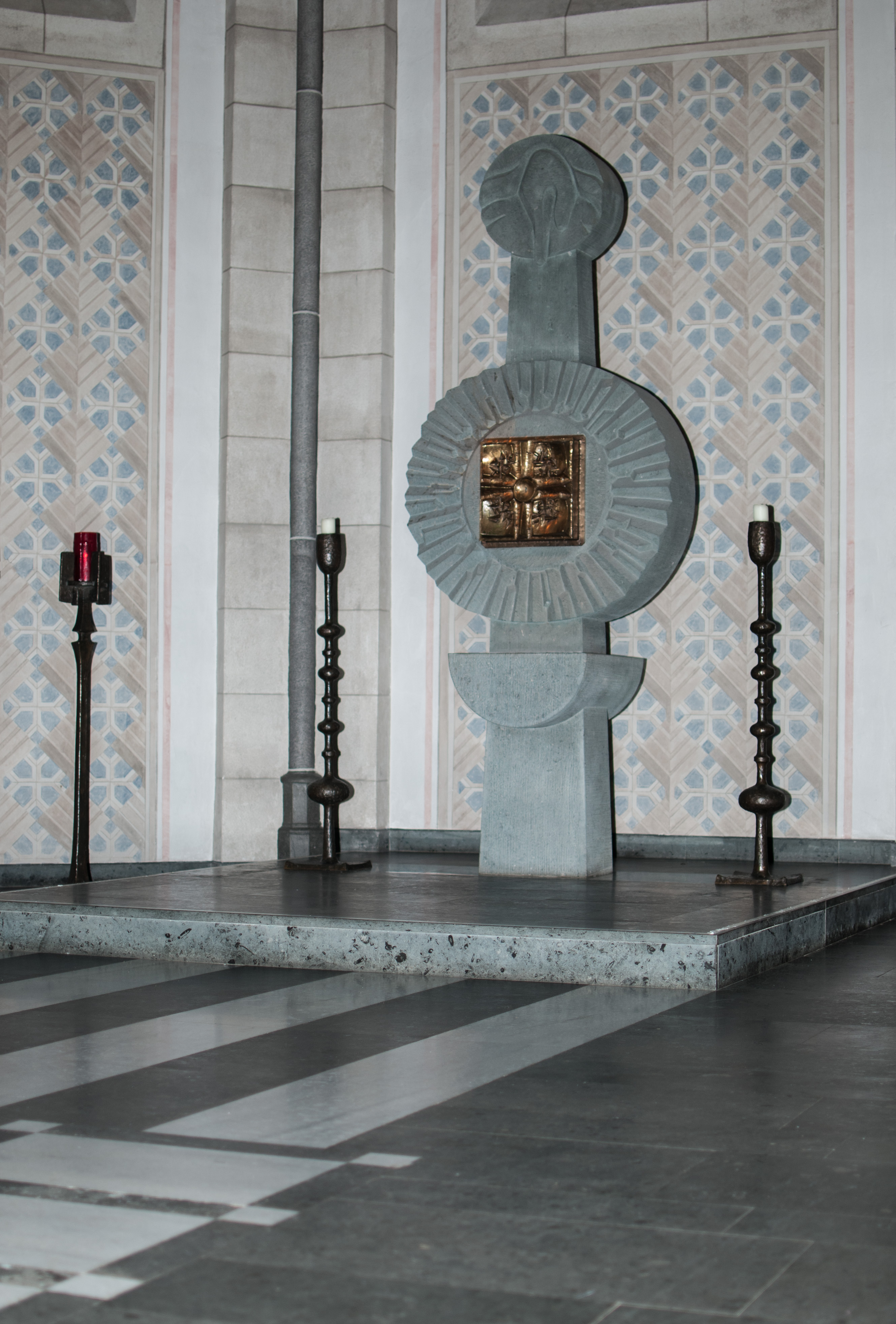
Hl. Familie, Hochaltar
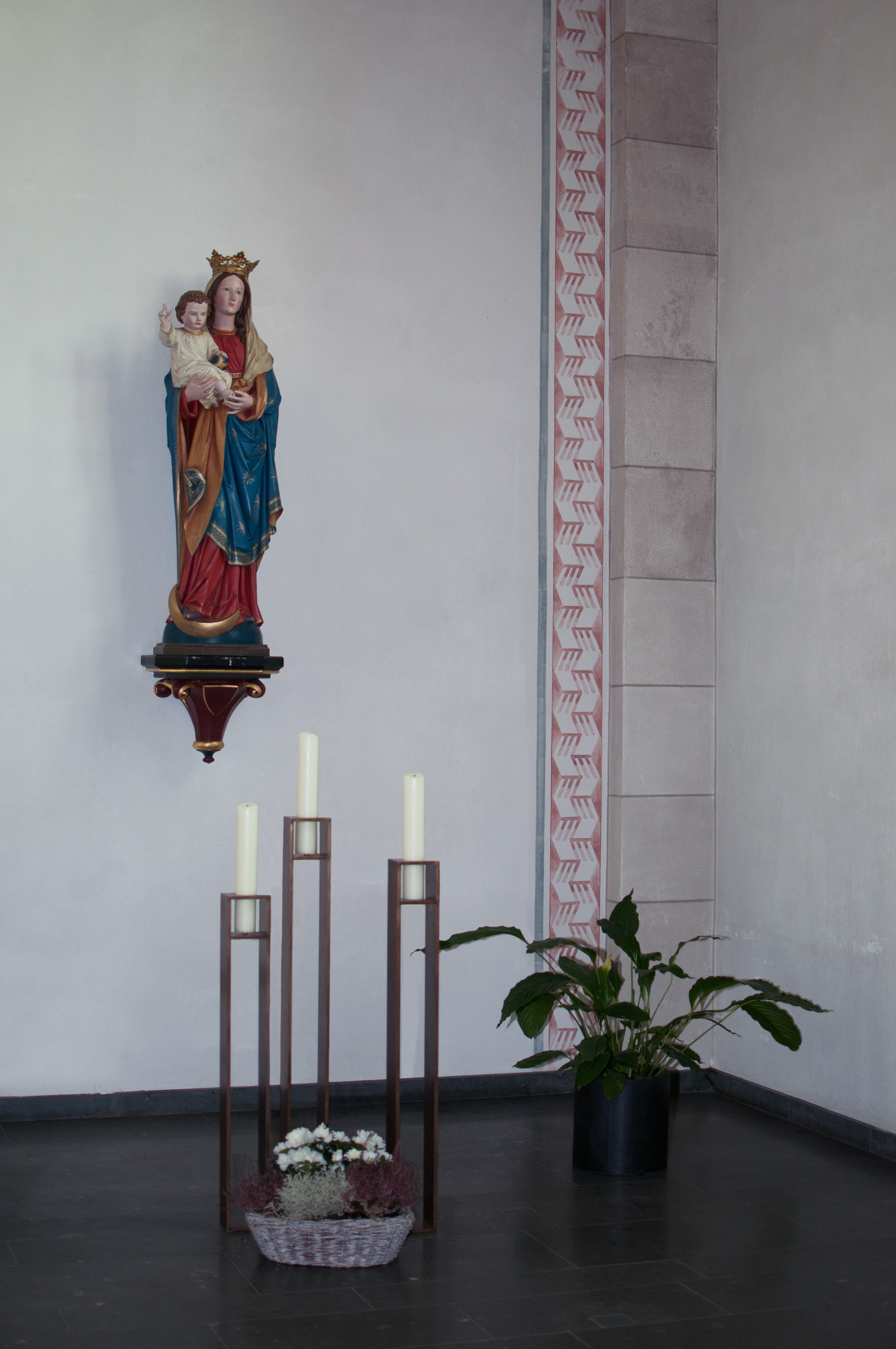
Hl. Familie, Skulptur der Madonna mit Kind
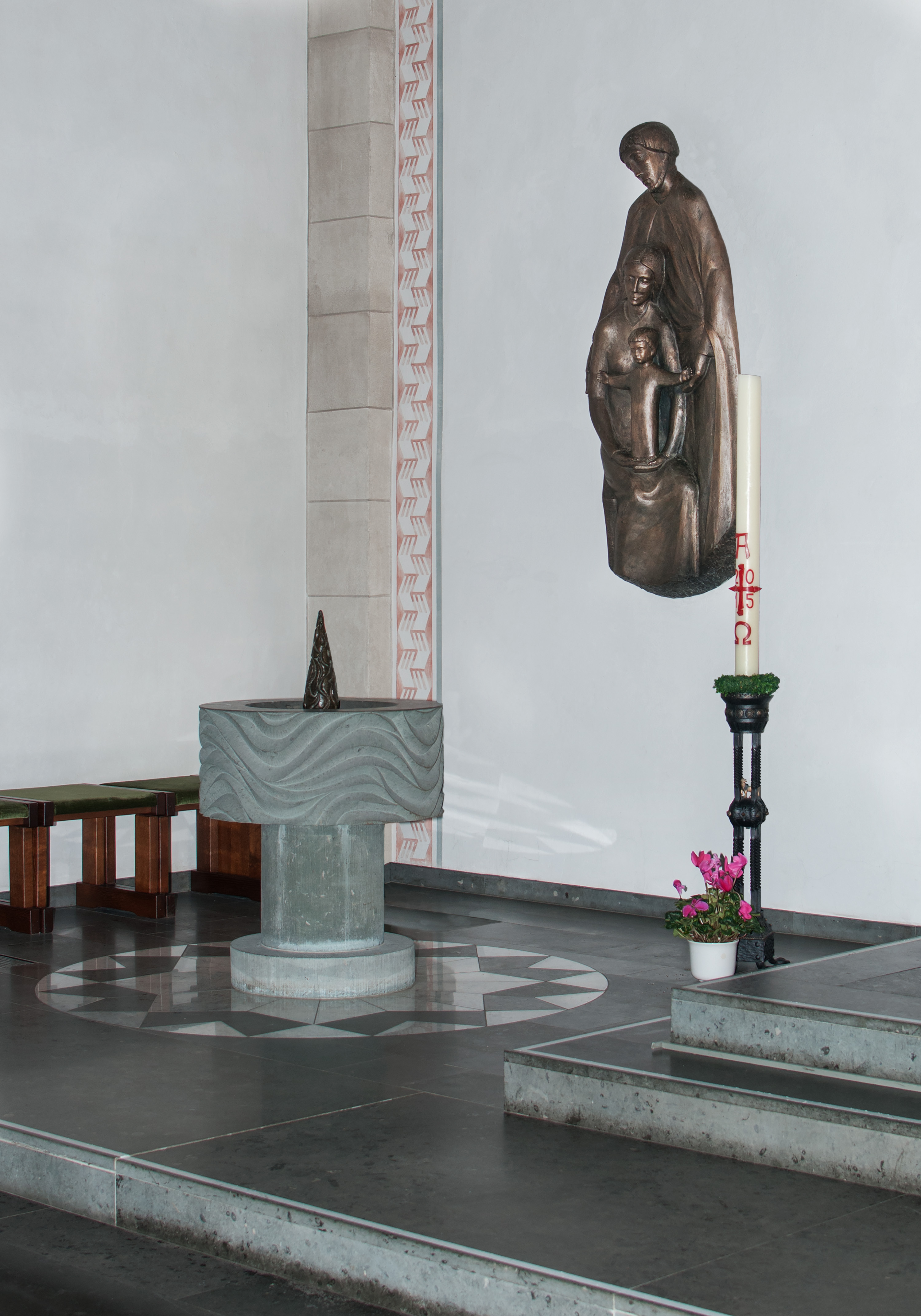
Hl. Familie, Bronzeplastik der hl. Familie und Taufbecken
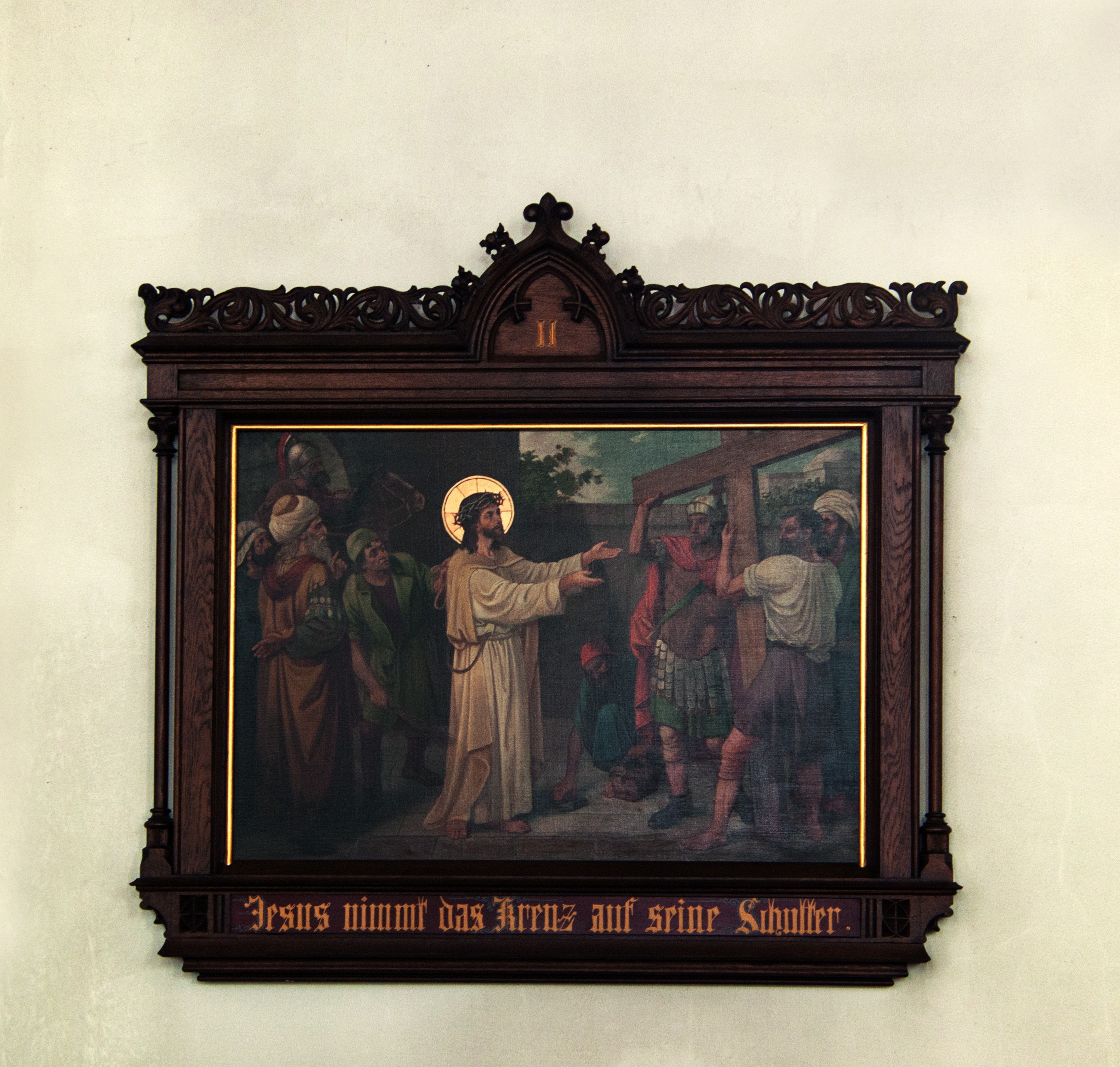
Hl. Familie, Kreuzwegstation II
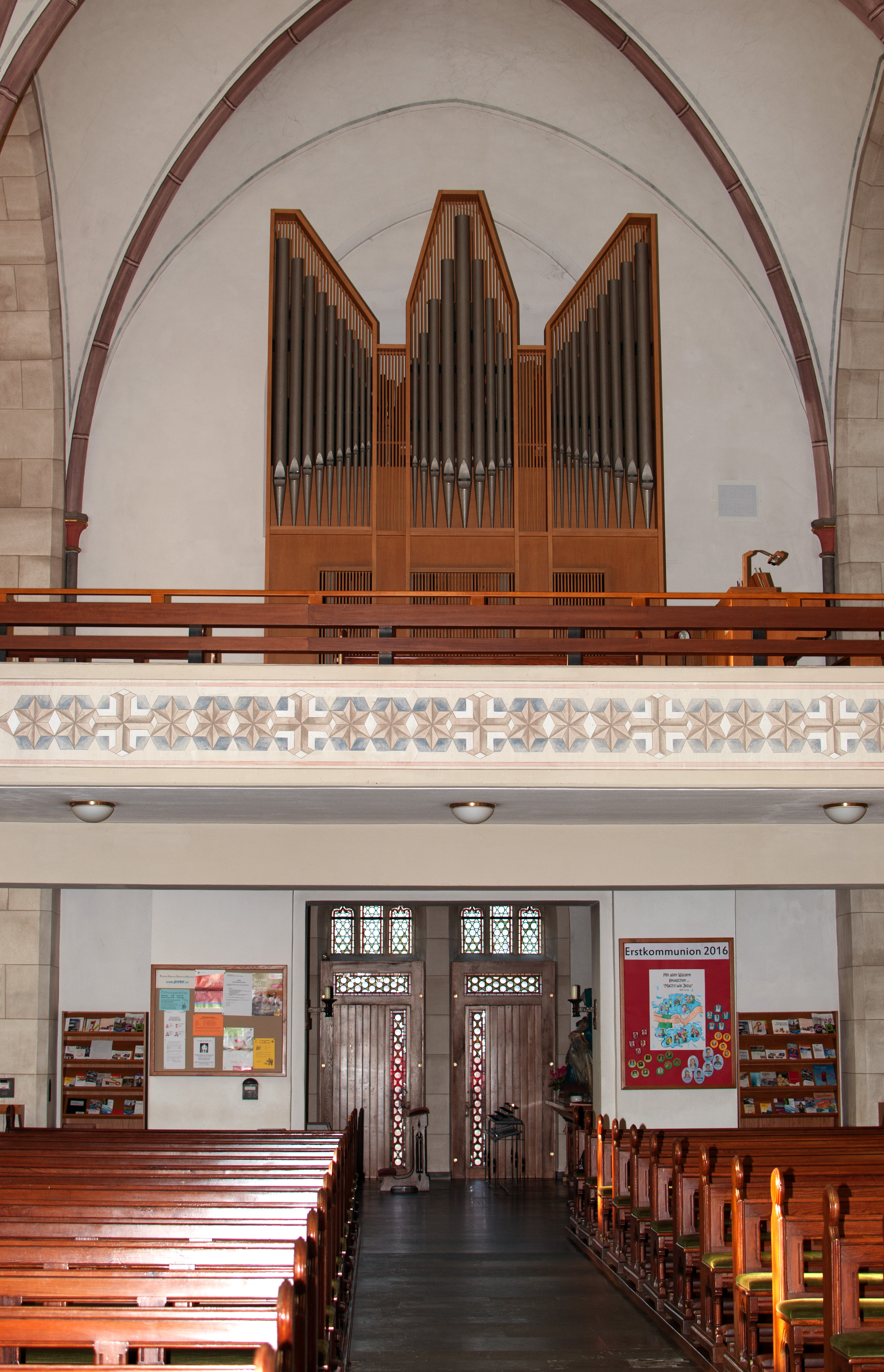
Hl. Familie, Orgel und Ausgang